# Slovenska självständighetskriget
Slovenska självständighetskriget (slovenska: Slovenska osamosvojitvena vojna), även kallat tiodagarskriget (slovenska: Desetdnevna vojna), var ett krig mellan Slovenien och det dåvarande Jugoslavien som varade mellan den 27 juni och den 6 juli 1991. Kriget föranleddes av att Slovenien, mot den jugoslaviska centralmaktens vilja, utropade sin självständighet.
I samband med att Slovenien utropade sin självständighet, tog man även kontroll över de yttre gränsövergångarna vilka dittills kontrollerats av Jugoslavien. Den jugoslaviska armen stationerad i Slovenien försökte återta kontrollen, vilket resulterade i väpnad konflikt. De strider som uppstod mellan Jugoslaviens arme och det slovenska territoriella försvaret samt poliser kan räknas som startskottet för de jugoslaviska krigen. Kriget varade i tio dygn med Slovenien som segrare. Under kriget angreps huvudstaden Ljubljana med flyg. Sloveniens styrkor belägrade även jugoslaviska armeförläggningar. 18 slovenska och 44 jugoslaviska soldater dödades under kriget.
Under kriget var stridsmoralen hos den jugoslaviska sidan mycket svag. Då det etniskt homogena Slovenien angreps var den jugoslaviska folkarmén ännu mångkulturell, och många slovener, kroater och andra nationaliteter deserterade under striderna. Slovenerna var å andra sidan mycket motiverade, vilket bidrog till att slovenerna gick vinnande ur många slag. Jugoslaviska armén gick aldrig in i ett fullskaligt krig eftersom federationsregeringen inte gav tillstånd till detta.[källa behövs]
Serbien har flera gånger påpekat att det begicks krigsbrott i Slovenien under kriget (något den slovenska sidan kategoriskt avfärdat), men ingen person har delgivits misstanke för krigsbrott.